# Lewis Larsson

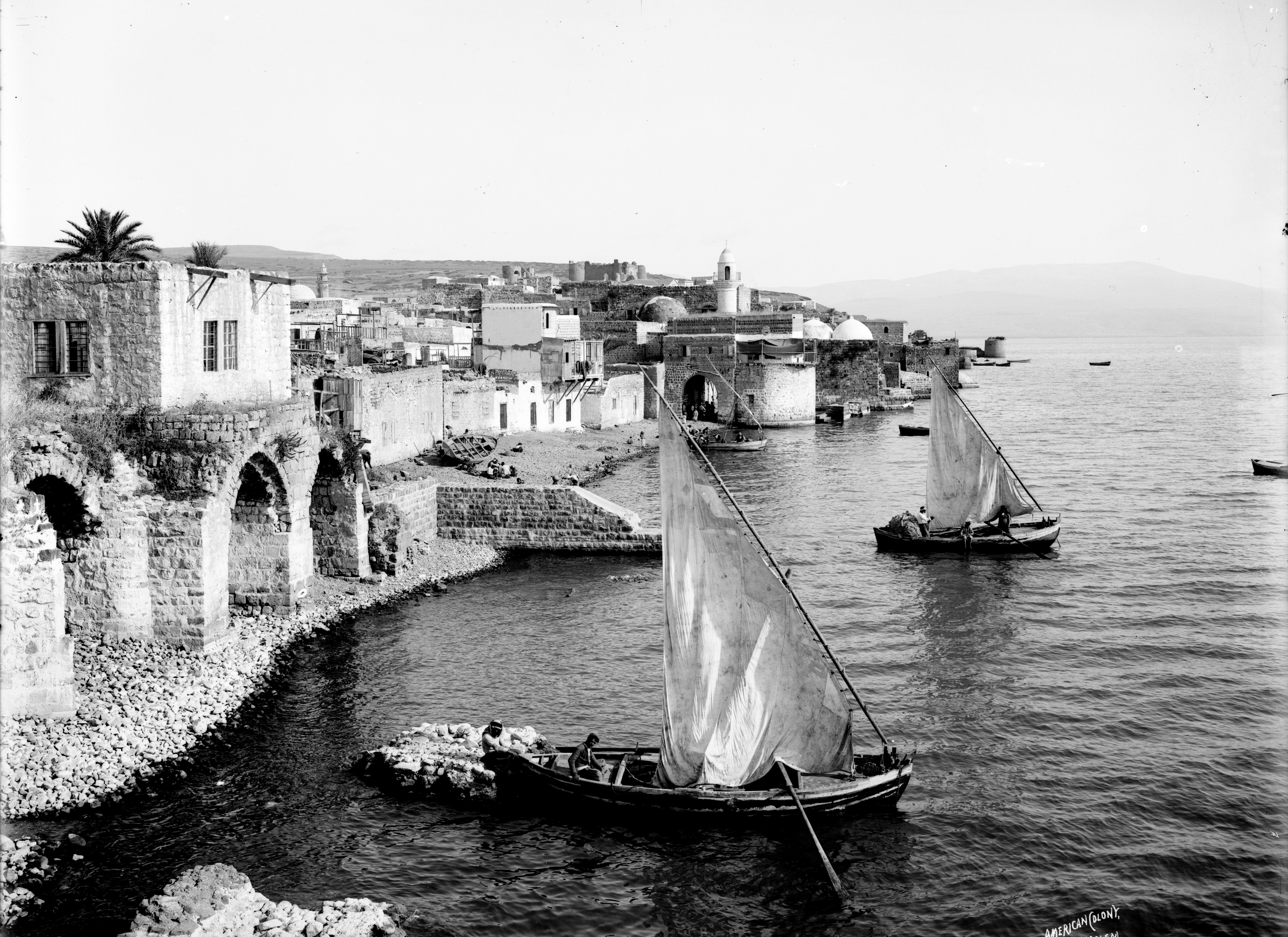
Lewis Larsson: Tiberias, Palestina, asi 1898–1914, sbírka Library of Congress

Lewis Larsson (14. března 1881, rozený jako Hol Lars Larsson v Nås, Švédsko – 3. srpna 1958, Jeruzalém, Britský mandát Palestina), byl švédský fotograf a působil v podstatě jako šéf fotografického oddělení Americké kolonie (anglicky Photographic Department of the American Colony) v palestinském Jeruzalémě. Byl známý fotožurnalista, který zaznamenával a dokumentoval kulturu na jihu Středomoří, především v palestinské oblasti. Larsson byl také uznávaný švédský diplomat, který působil jako konzul a vicekonzul v Jeruzalémě a v té roli jednal v nejlepším zájmu Americké kolonie.

## Mládí
Narodil se jako jediný syn Hola Larse Larssona a Izraelky Brity Ersdotterové ve švédském Nås. Jeho otec zemřel, když mu byly tři roky a zůstal se svou matkou. Byl jedním z pěti sourozenců, další čtyři byly jeho sestry, dvě narozené mimo manželství. V roce 1896 mnoho z obyvatelů města Nås emigrovalo a následovalo evangelistu Olafa Henrika Larssona do Americké kolonie. Ze země odešli také Lewis Larsson a jeho rodina, v roce 1896 odcestovali převážně vlakem do Jeruzaléma očekávat "Návrat Pána".

## Americká kolonie
Ve svých 16. letech, v roce 1897, začal Lewis Larsson v Americké kolonii studovat fotografii pod vedením Elijaha Meyerse.
Elijah Meyers byl členem Americké kolonie a začal fotografovat město Jeruzalém a jeho okolí včetně akcí, které se tam pořádaly. Meyersova práce se postupně rozšířila na plnohodnotnou fotografickou divizi v rámci kolonie, včetně fotografů jako byli Hol Lars Larsson, Erik Lind, Lars Lind, Furman Baldwin, John D. Whiting nebo G. Eric Matson. Divize nesla název American Colony Photo Department a po rozpadu kolonie v roce 1934 se přejmenovala na Matson Photographic Service a fungovala až do 70. let. Jejich zájem se soustředil na archeologické artefakty (např. Lví věž v Tripolisu) a fotografie detailů vzbuzovaly zájem archeologů. Fotografie zobrazují lidi, místa a události na Blízkém východě z posledních let Osmanské říše, první světové války, britského mandátního období, druhé světové války a období státu Izrael. Většina obrazů líčí Palestinu (dnešní Izrael, Západní břeh Jordánu a pásmo Gazy). Ostatní uvedené země jsou Libanon, Sýrie, Jordánsko, Irák, Egypt a Turecko. Část sbírky pokrývá země východní Afriky včetně Súdánu, Keni, Tanzanie, Zanzibar a Ugandy. Fotografie zachycují náboženské obřady, každodenní život, umění a řemesla, archeologické lokality, školy, nemocnice, historické budovy a areály, demonstrace a konflikty, významné události, politické vůdce a krajiny. Patří sem rovněž letecké snímky, portréty a obrazy představují biblické scény. Sbírka Matson Collection byla později darována knihovně Library of Congress.
Jako technik v temné komoře a fotograf pro fotografickou divizi Americké kolonie přímo pod Lewisem Larssonem pracoval od 20. let až do poloviny 30. let fotograf Nadžíb Albina. Pracoval především na přijímání a vyvolávání filmů archeologických lokalit v širším okolí Jeruzaléma, ale zpracovával také videozáběry. Pracoval ve fotografickém oddělení po boku svého bratra Jamila Albina.(fotografie) Nadžíb Albina se později stal šéfem fotografického oddělení Palestinského archeologického muzea, přičemž pořídil první originální sady fotografií Svitků od Mrtvého moře.

## Konzul v Jeruzalémě
Larsson nastoupil na pozici švédského generálního konzula v Jeruzalémě v roce 1921 a ve funkci vystřídal Gustava Hermana Dalmana, který byl v této funkci od roku 1911 do roku 1921. Kvůli této nové funkci musel omezit spolupráci s fotografickým oddělením Americké kolonie.

## Galerie
Fotografie Lewise Larssona, Fotografické oddělení Americké kolonie:

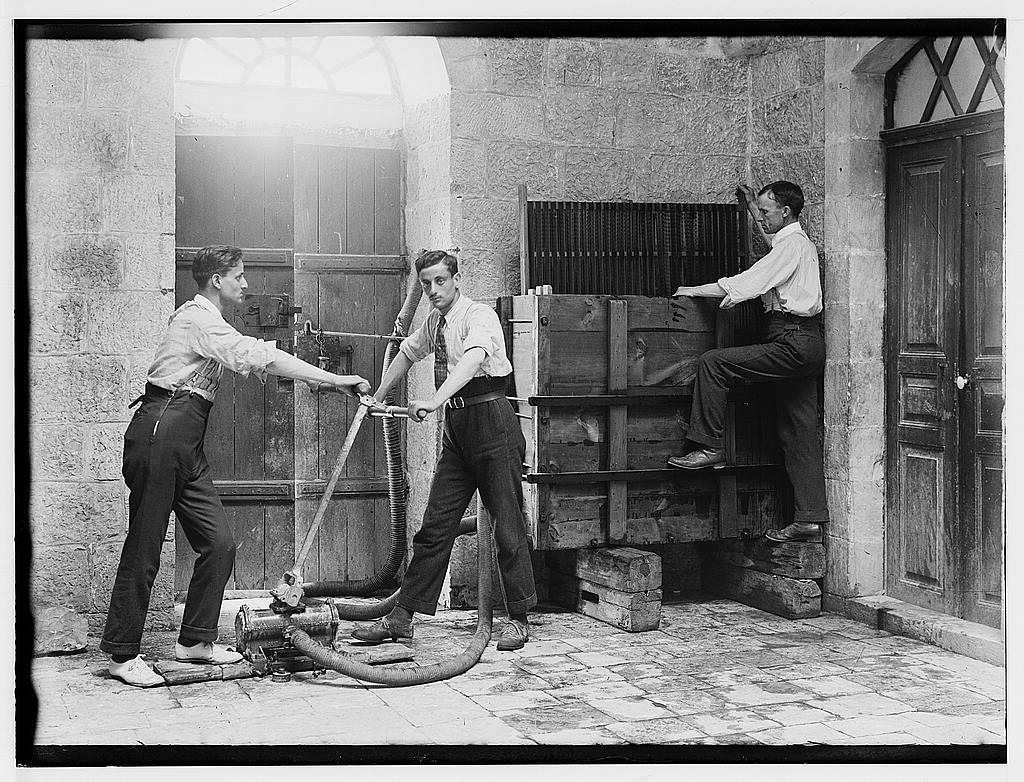
Jamil Albina, Nadžíb Albina a Lewis Larson vyvolávají video film pro American Colony
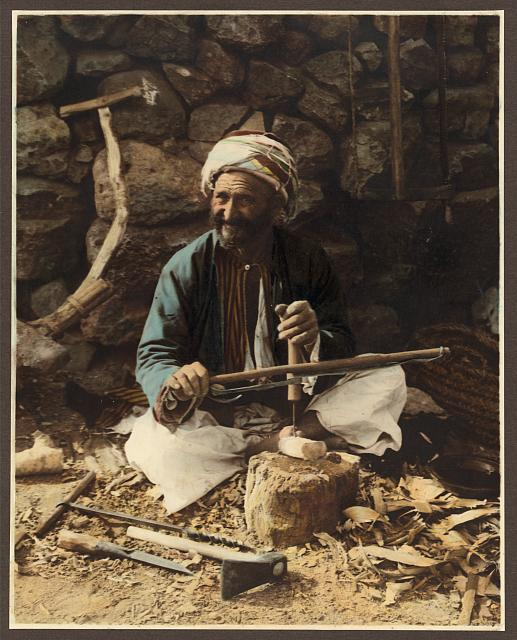
Vesnický tesař, ručně kolorovaná fotografie, Americká kolonie
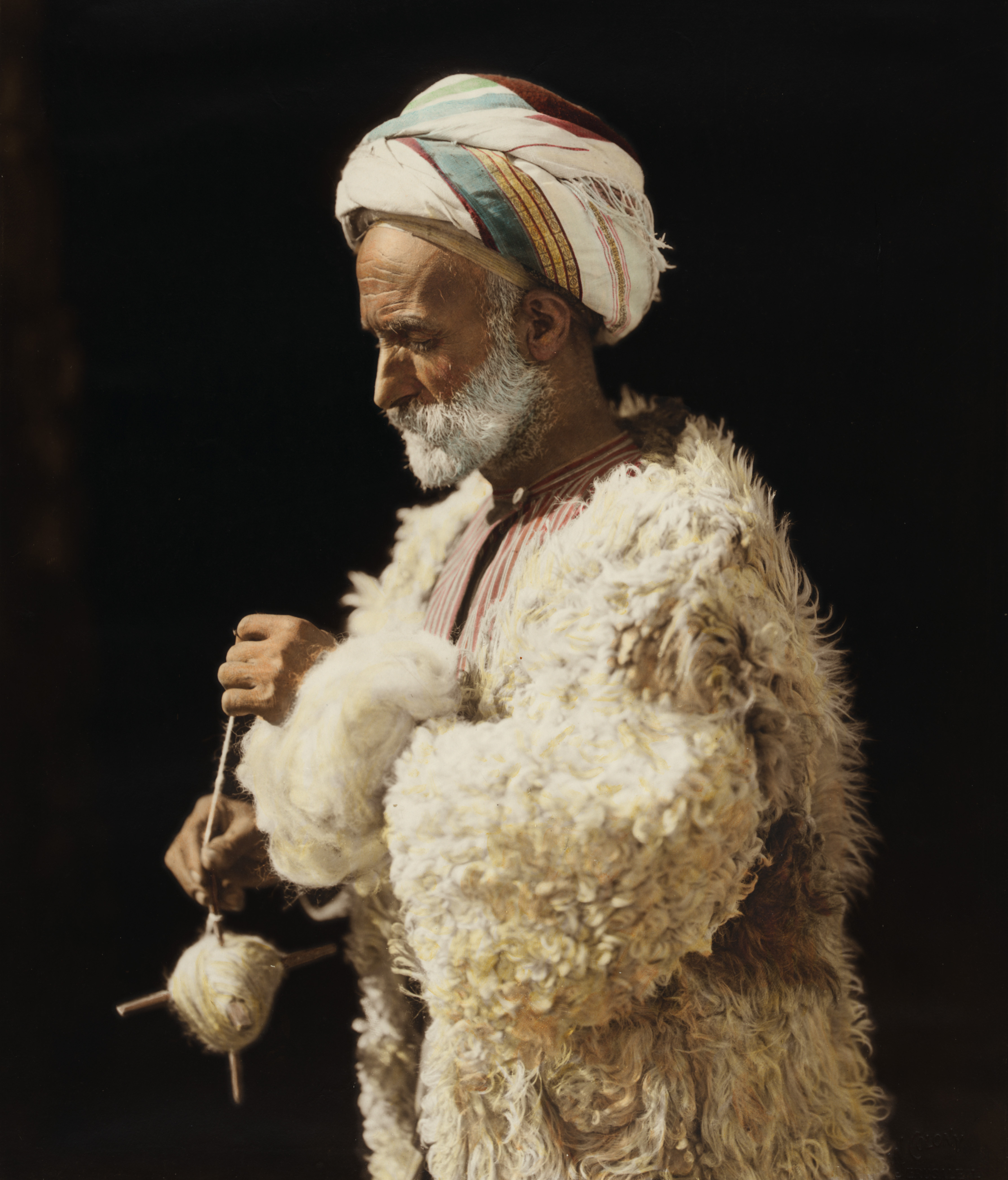
Rolník spřádá vlnu, ručně kolorovaná fotografie, American Colony, Ramallah, 1919, sbírka Library of Congress
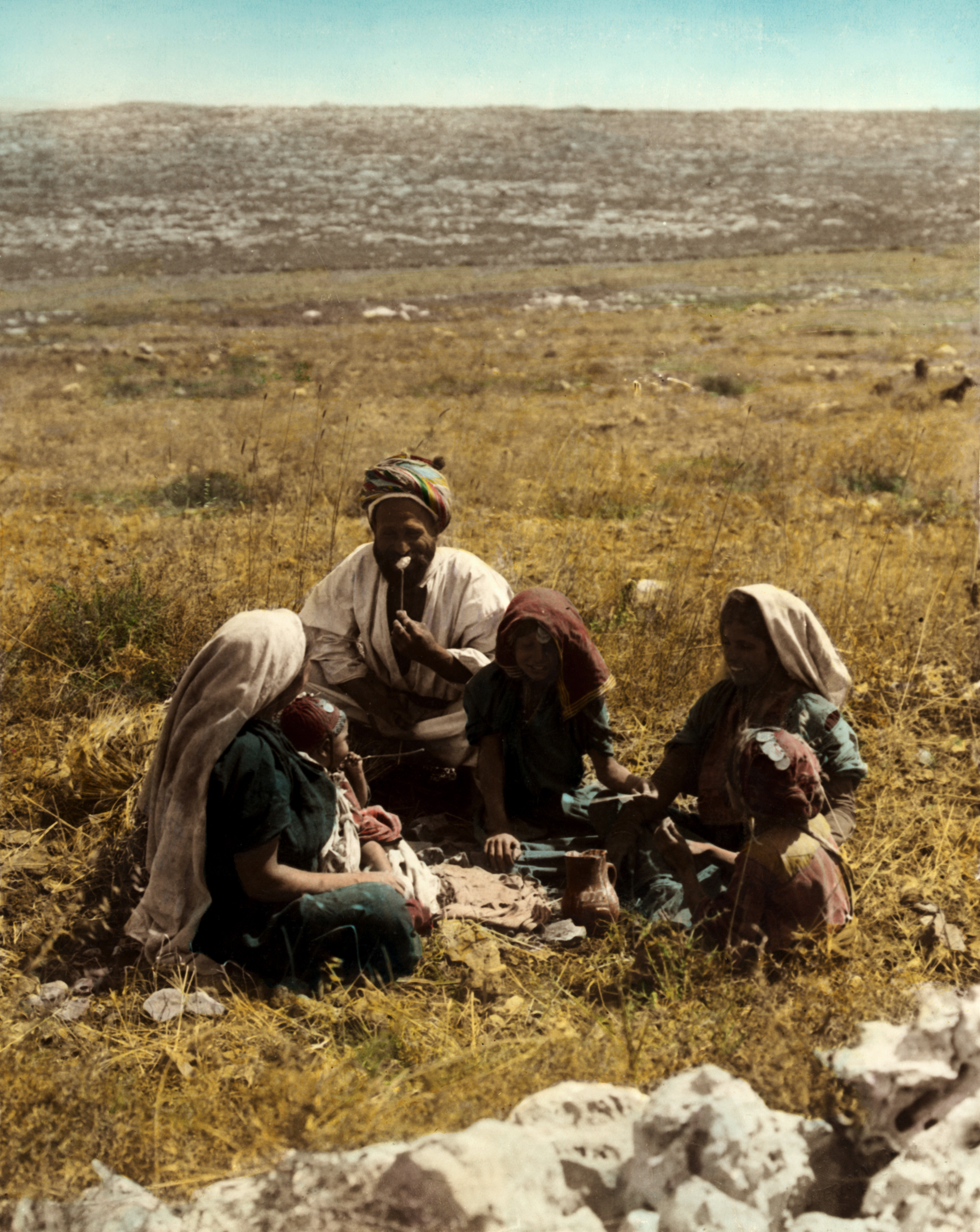
Rolníci při jídle, asi 1919
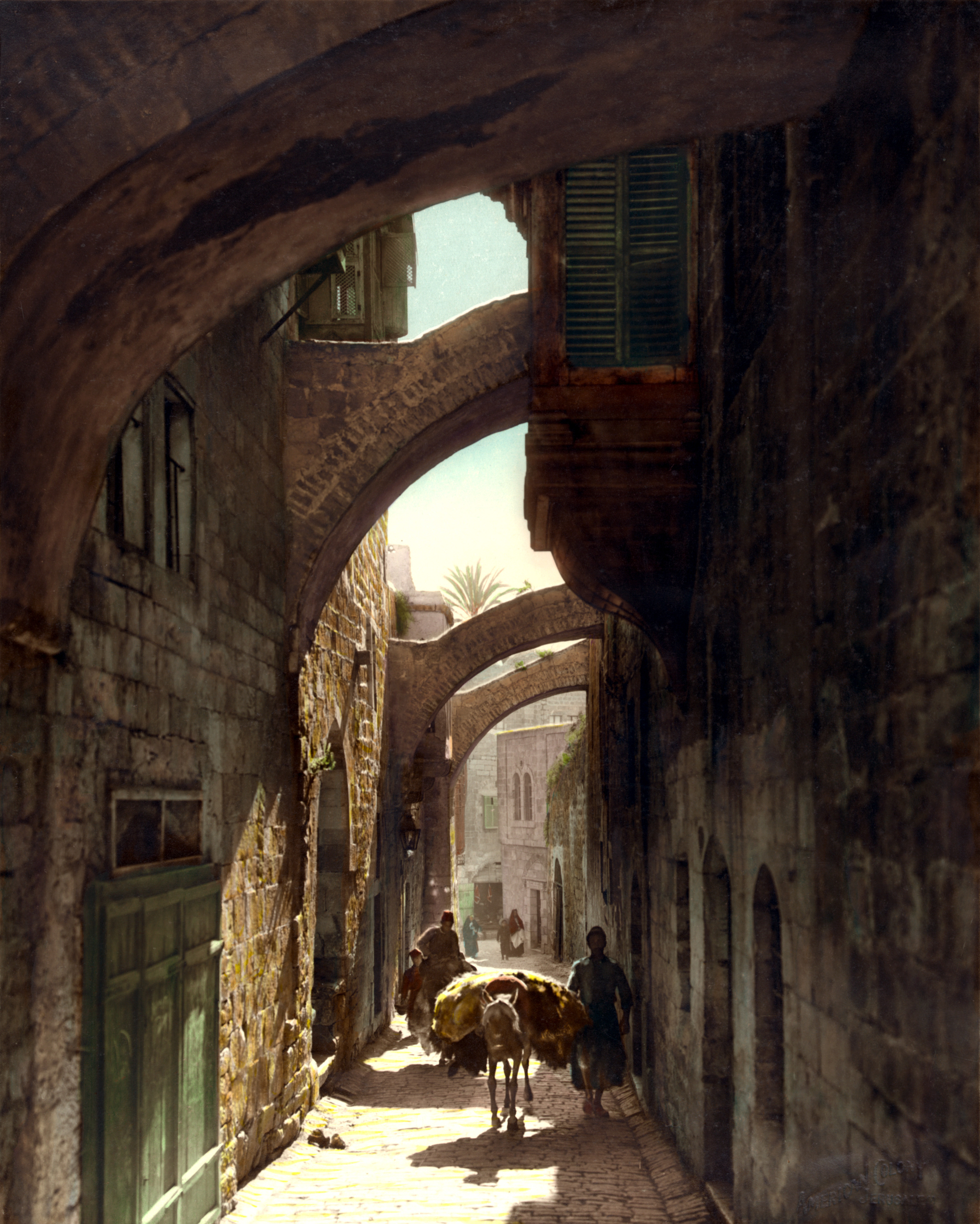
Via Dolorosa, 1919
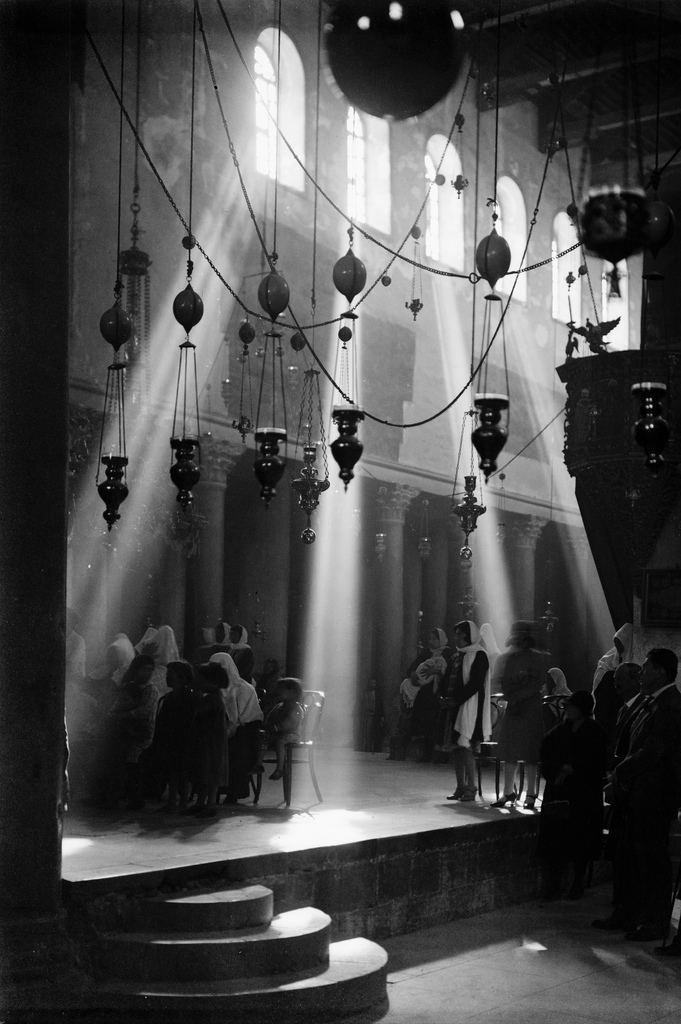
Kostel Narození Páně, Bethlehem, Palestina, Americká kolonie
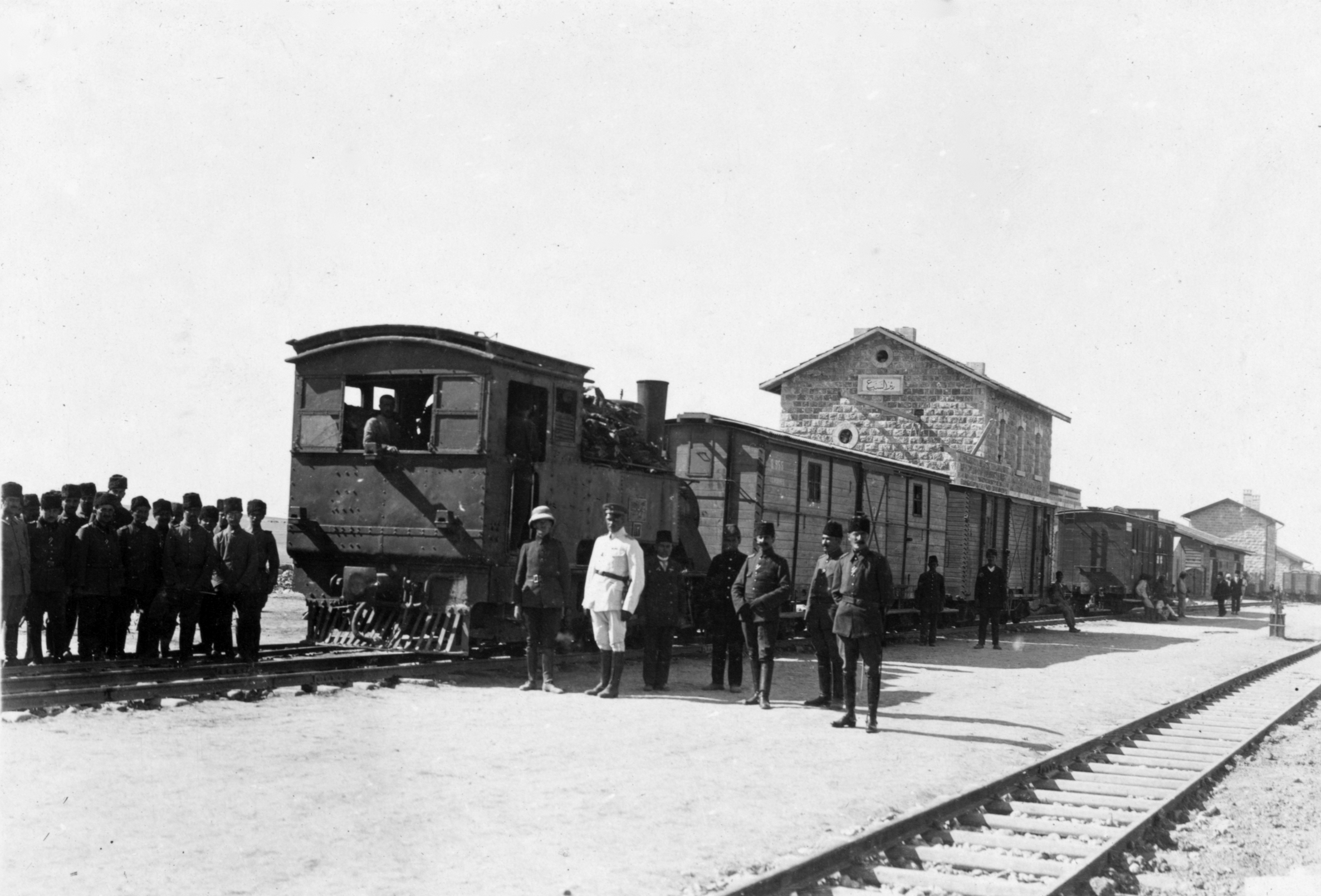
Železniční stanice Beer Sheva, 1917
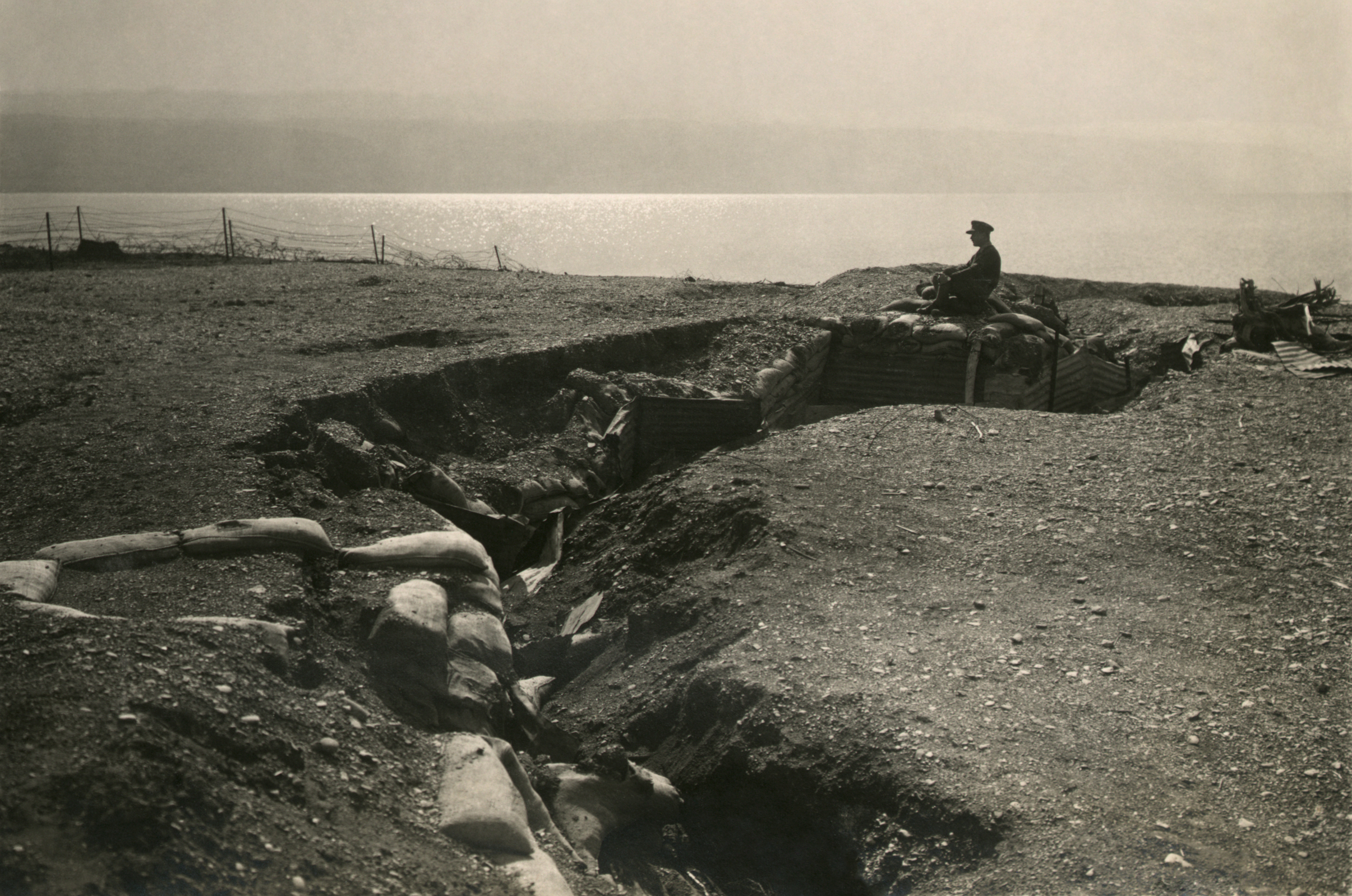
Turecké zákopy na březích Mrtvého moře